# 海岸女学校

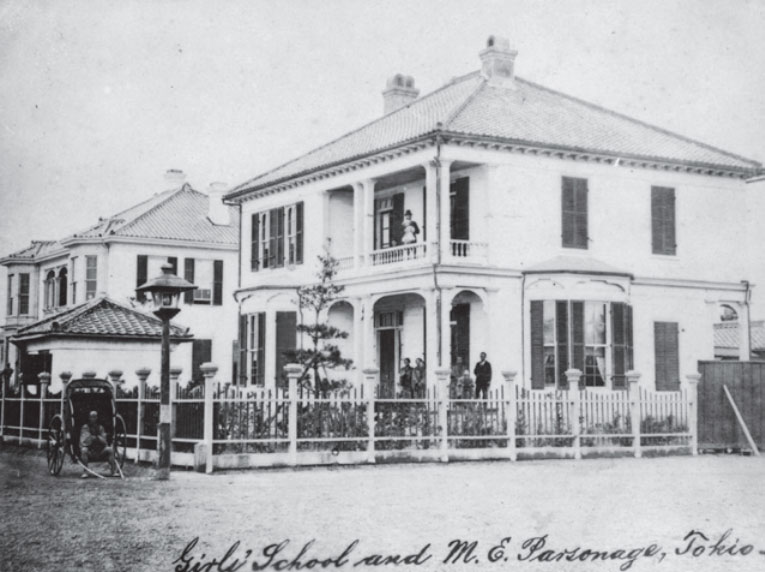
海岸女学校最初の校舎（1876年） 築地居留地10番

海岸女学校（かいがんじょがっこう）は、アメリカ・メソジスト監督教会婦人外国伝道局から日本に派遣されたドーラ・E・スクーンメーカーらによって東京に設立された女子学校で、耕教学舎・美會神学校とともに今日の青山学院の源流の一つとなった。

## 概要

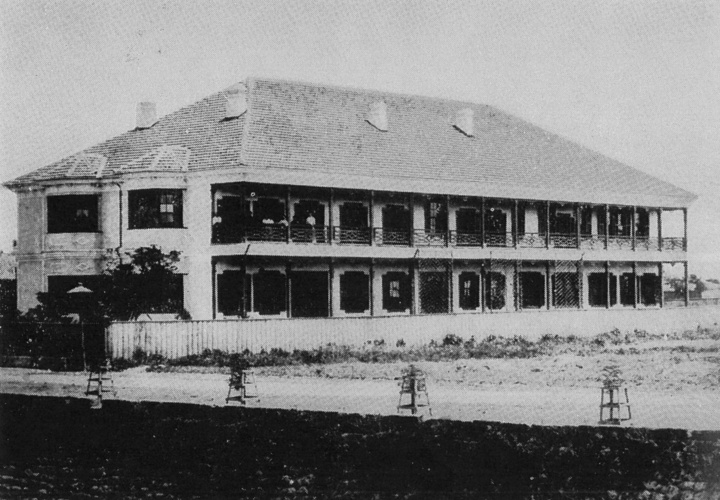
海岸女学校（1881年）築地居留地13番

1874年（明治7年）11月16日に津田仙の協力で麻布新堀町に女子小学校を創立した。最初の生徒は津田の息子2名を含めた5名であった。
翌年、三田北寺町の真言宗の宝生院の一部を借りて救世学校と称した。この学校の近くには慶應義塾があり、福澤諭吉も学業試験を参観しに来たことがあったといわれている。しかし仏教寺院とキリスト教学校が一つ屋根の下で同居していることについては仏教界からの反発があり、スクーンメーカーも仏式の読経が行われている最中にはオルガンや讃美歌の授業を控えるなどの気苦労が絶えなかったという。そのような中でも岩村千代ら4名の女生徒が洗礼を受けたことは一つの希望となった。
その後1876年（明治9年）12月に築地居留地の明石町10番地に移転し校舎を完成させ、21名の寄宿生と11名の通学生をもって海岸女学校となる。開校時の教師はスクーンメーカーのみであったが、のちにオリーブ・ホワイティング、吉益亮子、手塚新などが加わり、日曜日にはジュリアス・ソーパーが礼拝説教を行った。
5年間の任期を終えたスクーンメーカーは1879年（明治12年）秋に帰米したが、その直後の大火で校舎を焼失し、一時銀座3丁目3番地の原女学校跡に移る。1881年（明治14年）9月に明石町13番地に校舎を再建し、居留地に戻った。開校式には東京府知事や米国公使も臨席した。
1883年（明治16年）には津田梅子（津田仙の次女）が海岸女学校で2か月ほど英語を教えたことがあった。
1888年（明治21年）に海岸女学校の上級生28名を青山の東京英和学校の敷地内に移し、校名を東京英和女学校と称した。下級生はその後も築地にとどまっていたが、1894年（明治27年）6月20日の明治東京地震で築地の校舎が大破したため、同年9月海岸女学校は東京英和女学校との合併により廃校となった。
翌1895年（明治28年）東京英和女学校は青山女学院と改称した。その伝統は青山学院との合同（1927年）、戦後の学制改革などを経て青山学院女子短期大学に受け継がれた。

## 歴代校長
歴代の校長はすべて米国から派遣された女性宣教師であった。
- ドーラ・E・スクーンメーカー（1874年 - 1879年）
- オリーブ・ホワイティング（1879年 - 1881年）
- メアリー・J・ホルブルック（1881年 - 1884年）
- アンナ・P・アトキンソン（1884年 - 1887年）
- レベッカ・J・ワトソン（1887年 - 1888年）
- メレー・E・V・バードウ（1888年 - 1892年）
- エリザベス・R・ベンダー（1892年 - 1895年）